# Ożydów (gmina)
Ożydów – dawna gmina wiejska w powiecie złoczowskim województwa tarnopolskiego II Rzeczypospolitej. Siedzibą gminy był Ożydów.
Gminę utworzono 1 sierpnia 1934 r. w ramach reformy na podstawie ustawy scaleniowej z dotychczasowych gmin wiejskich: Chwatów, Czyszki, Juśkowice, Kąty, Podlesie, Ożydów i Zakomarze.
Pod okupacją część gminy Ożydów włączono do nowej gminy Olesko.
Po II wojnie światowej obszar gminy został odłączony od Polski i włączony do Ukraińskiej SRR.